# كلوزية أسطوانية
كلوزية أسطوانية (الاسم العلمي:Clusia cylindrica) هي نوع من النباتات تتبع جنس الكلوزية من فصيلة الكلوزية.